# تأثير الفئة العمرية
يُستخدم مصطلح تأثير الفئة العمرية (بالإنجليزية: cohort effect)‏ في العلوم الاجتماعية لوصف التباينات في خصائص مجال الدراسة (مثل معدل حدوث صفة ما أو عمر البدء) عبر الزمن بين الأفراد الذين يُعرفون بتجربة زمنية مشتركة أو تجربة حياتية مشتركة، مثل سنة الولادة أو سنة التعرض للإشعاع.
تعتبر تأثيرات الفئة العمرية مهمة بالنسبة لعلماء الوبائيات الذين يبحثون عن نماذج في الأمراض. قد تتأثر بعض الأمراض بشكل اجتماعي عن طريق ظاهرة التوقع [الإنجليزية]، وتستطيع تأثيرات الفئة العمرية أن تكون مؤشراً على هذا النوع من الظاهرة.
يُعد تأثير الفئة العمرية مهم للاعتماد على الموارد، ومنظري الاقتصاد عندما تؤثر هذه الفئة على هياكل التأثير داخل منظماتهم الأكبر. غالبًا ما تحدد الفئة في المنظمات من خلال الالتحاق أو تاريخ الميلاد، وتحتفظ ببعض الخصائص المشتركة (الحجم، والترابط، والمنافسة) التي يمكن أن تؤثر على المنظمة. على سبيل المثال، تعتبر تأثيرات الفئة العمرية قضايا حاسمة في الالتحاق بالمدارس. ومن أجل تحديد ما إذا كان تأثير الفئة العمرية موجودًا يمكن للباحث إجراء دراسة التعرض.

## أنظر أيضاً
- تنشئة سياسية
- التنشئة الاجتماعية

## روابط خارجية
- تأثيرات الفئة العمرية على نمط الدخل المتوقع
- تأثير الفئة العمرية في وظيفة الرئة بين المدخنين